# Cheumatopsyche lepida
Cheumatopsyche lepida là một loài Trichoptera trong họ Hydropsychidae. Chúng phân bố ở miền Cổ bắc.